# Un dimanche au bord de l'eau
Singles de Michel Berger
Lumière du jour
(2002)
Un dimanche au bord de l'eau est une chanson de Michel Berger. Enregistré à Los Angeles au début des années 1980 avec des musiciens américains pour figurer sur Beauséjour ou Beaurivage,, mais faute de place sur le format vinyle, le titre est resté inédit pendant plus de trente-cinq ans.
En juin 2015, France Gall révèle l'existence d'une chanson inédite au micro de RTL au cours de l'émission Échange Public, qui est utilisée pour la comédie musicale Résiste. Sachant que le titre existait, la chanteuse a attendu l'opportunité pour l'offrir au public.
Au printemps 2015, la chanson est mixée et France Gall, qui n'avait plus enregistré depuis dix-huit ans, retourne en studio afin d'enregistrer les chœurs.
Un dimanche au bord de l'eau est utilisée sur la comédie musicale Résiste et publié sur l'album studio de la troupe, sorti le 23 octobre 2015.

## Classements
| Classement (2015)      | Meilleure place |
| ---------------------- | --------------- |
| France (SNEP)          | 162             |
| Belgique (Ultratip 50) | 15              |